# 何瑾
何瑾爵士，CMG（英語：Sir Michael Joseph Patrick Hogan，1908年3月15日—1986年9月27日），英國殖民地法官，1955年至1970年擔任香港首席按察司，妻子何瑾爵士夫人是香港公益金創辦人之一，1968年至1969年擔任公益金首任第四副會長。